# 3438 Inarradas
A 3438 Inarradas (ideiglenes jelöléssel 1974 SD5) a Naprendszer kisbolygóövében található aszteroida. Félix Aguilar Obszervatórium fedezte fel 1974. szeptember 21-én.